# 幌毛志駅

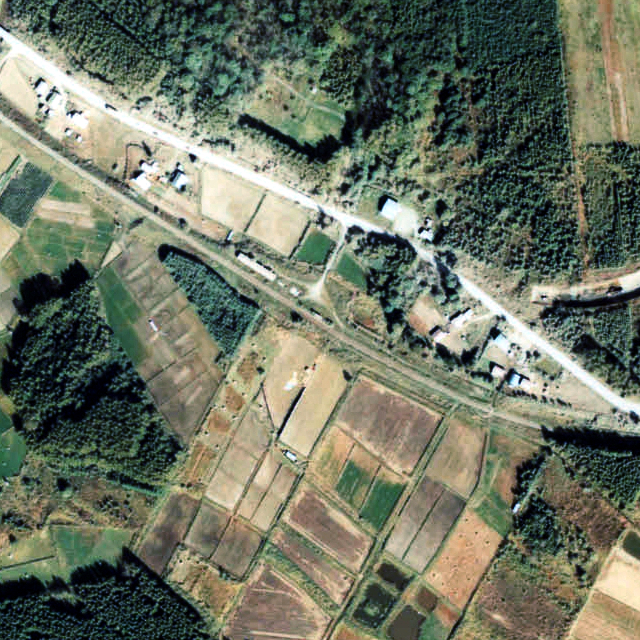
1978年の幌毛志駅と周囲約500m範囲。右側が日高町方面。

幌毛志駅（ほろけしえき）は、かつて北海道（日高支庁）沙流郡平取町字幌毛志に設置されていた、日本国有鉄道（国鉄）富内線の駅（廃駅）である。事務管理コードは▲132308。

## 歴史
- 1958年（昭和33年）11月15日 - 富内駅 - 振内駅間の延伸開通に伴い、開業[1]。旅客のみ取り扱い[1]。
- 1986年（昭和61年）11月1日 - 富内線の全線廃止に伴い、廃駅となる[2]。

### 駅名の由来
所在地名より。地名はアイヌ語由来であるが、アイヌ語研究者の山田秀三は由来となったアイヌ語地名について「分からない」としたうえで、付近の「幌去（ほろさる）」の地名が「ポロサㇽ（poro-sar）」（大きい・葭原）に由来すると考えられることを踏まえて、「ポロサㇽケㇱ（porosar-kes）」（幌去の・末端）と呼ばれていたものが略されて生じたのではないか、と推測している。
このほか、1973年（昭和48年）に国鉄北海道総局が発行した『北海道　駅名の起源』では「ホロケウウシ」（オオカミの多くいるところ）から、と紹介している。

## 駅構造
廃止時点で、単式ホーム1面1線を有する地上駅であった。ホームは、線路の北側（日高町方面に向かって左手側）に存在した。転轍機を持たない棒線駅となっていた。
開業時からの無人駅で駅舎は無いが、ホーム中央部分に待合所を有していた。

## 利用状況
- 1981年度（昭和56年度）の1日当たりの乗降客数は3人[6]。

## 駅周辺
- 国道237号（日高国道）
- 北海道道131号平取穂別線
- 沙流川[8]
- ポロケシオマップ川[8]

## 駅跡
2011年（平成23年）時点では駅跡から鵡川方のポロケシオマップ川河川敷にコンクリート製の橋脚が残存し、線路跡と国道237号線が交叉していた位置には築堤が国道に寸断される形で残存していた。

## 隣の駅
日本国有鉄道
富内線
富内駅 - 幌毛志駅 - 振内駅

## その他
映画『雪の断章 -情熱-』（1985年）のロケで使われている。ヒロイン夏樹伊織（斉藤由貴）が家出してこの駅に来た。